# Пилешка змия
Пилешките змии (Spilotes pullatus) са вид влечуги от семейство Смокообразни (Colubridae).
Разпространени са в Централна Америка и северните части на Южна Америка.
Таксонът е описан за пръв път от шведския ботаник и зоолог Карл Линей през 1758 година.

## Подвидове
- Spilotes pullatus anomalepis
- Spilotes pullatus argusiformis
- Spilotes pullatus maculatus